# Burgenlandkreis (2007)
De Burgenlandkreis is een Landkreis in de deelstaat Saksen-Anhalt. Het is tijdens de tweede herindeling van Saksen-Anhalt ontstaan uit de oude Burgenlandkreis en de Landkreis Weißenfels. De Landkreis telt 177.590 inwoners (31 december 2020) op een oppervlakte van 1.413,47 km². Hoofdplaats is Naumburg (Saale).

## Geografie
Burgenlandkreis ligt aan de zuidgrens van Saksen-Anhalt. Het grenst aan de deelstaten Thüringen (westen en zuiden) en aan Saksen (oosten).
In het noorden grenst het aan de Saalekreis, in het noordoosten aan het Leipziger Land (in Saksen), in het oosten aan Altenburger Land, in het zuiden aan Gera en de Landkreisen Greiz, Saale-Holzland-Kreis en Weimarer Land, in het westen ten slotte grenst de Burgenlandkreis aan Sömmerda en Kyffhäuserkreis (voorgaande allen Thüringen).
Het landschap is heuvelachtig en wordt doorsneden door de Saale, Unstrut en Weißer Elster. In de Saale-Unstrut-Regio vindt wijnbouw plaats.

## Geschiedenis
Het nieuwe Burgenlandkreis ontstond door besluit van het deelstaatparlement van Saksen-Anhalt in oktober 2005 als gevolg van het besluit om in 2007 een tweede ronde herindelingen door te voeren op Landkreisniveau. Door dit besluit fuseerden de oude Burgenlandkreis met Weißenfels.
Het deelstaatparlement besloot tot het voeren van de naam Landkreis Burgenland. In de eerste vergadering van de nieuwe Kreisraad werd dit besluit echter teruggedraaid en werd besloten tot het handhaven van de naam. Dit geschiedde na overweging van de kosten die een nieuwe naam met zich zouden meebrengen, voor bijvoorbeeld nieuwe komborden, huisstijl en drukwerk.

## Demografie
Bevolkingsontwikkeling in het district (vanaf 1990, per 31 december van elk jaar):
- 1990 - 245.946 *
- 1995 - 231.315
- 2000 - 222.262
- 2005 - 207.727
- 2006 - 205.097

* 3 oktober
Volgens de 4e bevolkingsprognose uitgevoerd door de statistische dienst van Saksen-Anhalt zal Burgenlandkreis in 2025 een bevolking hebben van 152.032 inwoners.

## Politiek

### Landrat
Tegelijkertijd met de gemeenteraadsverkiezingen op 25 mei 2014 werd Götz Ulrich (CDU) tot Landraad gekozen.

### Kreistag
De Kreistag van Burgenlandkreis telt in totaal 54 zetels, deze zijn als volgt verdeeld:
|      | CDU | SPD | Die Linke | FDP | GRÜNE | NPD | AfD | BfW/Lg1 | FW-BLK2 | ZLB/BDZ3 | Totaal |
| ---- | --- | --- | --------- | --- | ----- | --- | --- | ------- | ------- | -------- | ------ |
| 2007 | 22  | 8   | 9         | 2   | 3     | 3   | 2   | 2       | 2       | 1        | 54     |

1Bürger für Weißenfels/Landgemeinden

2Freie Wählervereinigung Burgenland

3Zeitzer Liste-Bürger Bündnis Droißiger-Zeitzer Forst

## Steden en gemeenten
De Landkreis is bestuurlijk in de volgende steden en gemeenten onderverdeeld (Inwoners op 31-12-2020):
| Eenheidsgemeenten 1. Elsteraue (8.074) 2. Hohenmölsen, Stad (9.510) 3. Lützen, Stad (8.458) 4. Naumburg (Saale), Stad (32.053) 5. Teuchern, Stad (8.014) 6. Weißenfels, Stad (39.958) 7. Zeitz, Stad (27.187) |

Verbandsgemeinde met de deelnemende gemeenten

(* = Bestuurscentrum)
| - 1. Verbandsgemeinde An der Finne 1. An der Poststraße (1.688) 2. Bad Bibra, Stad * (2.654) 3. Eckartsberga, Stad (2.322) 4. Finne (1.143) 5. Finneland (1.054) 6. Kaiserpfalz (1.540) 7. Lanitz-Hassel-Tal (1.051) - 2. Verbandsgemeinde Droyßiger-Zeitzer Forst 1. Droyßig * (1.961) 2. Gutenborn (1.736) 3. Kretzschau (2.409) 4. Schnaudertal (907) 5. Wetterzeube (1.734) | - 3. Verbandsgemeinde Unstruttal 1. Balgstädt (1.103) 2. Freyburg (Unstrut), Stad * (4.578) 3. Gleina (1.197) 4. Goseck (1.023) 5. Karsdorf (1.430) 6. Laucha an der Unstrut, Stad (2.796) 7. Nebra (Unstrut), Stad (3.044) | - 4. Verbandsgemeinde Wethautal 1. Meineweh (1.027) 2. Mertendorf (1.632) 3. Molauer Land (1.025) 4. Osterfeld, Stad * (2.436) 5. Schönburg (1.053) 6. Stößen, Stad (912) 7. Wethau (881) |